# Laurens (villa)
Laurens es una villa ubicada en el condado de Otsego en el estado estadounidense de Nueva York. En el año 2000 tenía una población de 277 habitantes y una densidad poblacional de 855 personas por km².

## Geografía
Laurens se encuentra ubicada en las coordenadas 42°31′53″N 74°5′17″O / 42.53139, -74.08806.

## Demografía
Según la Oficina del Censo en 2000 los ingresos medios por hogar en la localidad eran de $27,125, y los ingresos medios por familia eran $27,500. Los hombres tenían unos ingresos medios de $25,179 frente a los $18,750 para las mujeres. La renta per cápita para la localidad era de $15,527. Alrededor del 17.9% de la población estaban por debajo del umbral de pobreza.